# نمایش شفق
نمایش شفق (به انگلیسی: Twilight Theater) چهارمین آلبوم گروه آلترنیتیو راک فنلاندی، پوئتز آو د فال (به انگلیسی: Poets of the Fall) است که در سال ۲۰۱۰ منتشر شد. در این آلبوم از ترانهٔ War (جنگ) در بازی آلن ویک استفاده شده‌است. 

## فهرست آهنگ‌ها
1. "Dreaming Wide Awake"
2. "War"
3. "Change"
4. "15 Min Flame"
5. "Given and Denied"
6. "Rewind"
7. "Dying to Live"
8. "You're Still Here"
9. "Smoke and Mirrors"
10. "Heal My Wounds"

## تک‌آهنگ‌ها
1. ‎"Dreaming Wide Awake" 4:27‎

1. ‎War‎

## نماهنگها
1. ‎"Dreaming Wide Awake" 4:27‎

1. ‎War‎

## منبع
http://en.wikipedia.org/wiki/Twilight_Theater